# Теорія мистецтва
Теорія мистецтва має на меті контрастувати з визначенням мистецтва. Традиційно визначення складаються з необхідних і достатніх умов, і один контрприклад скасовує таке визначення. Теоретизування про мистецтво, з іншого боку, аналогічно теорії такого природного явища, як гравітація. Фактично, мета теорії мистецтва полягає в тому, щоб розглядати мистецтво як природне явище, яке слід досліджувати, як і будь-яке інше. Питання про те, чи можна говорити про теорію мистецтва, не використовуючи поняття мистецтва, також обговорюється нижче.
| Аристотель | Це незавершена стаття з філософії. Ви можете допомогти проєкту, виправивши або дописавши її. |